# Monte e Queimadela
Monte e Queimadela (oficialmente: União de Freguesias de Monte e Queimadela) é uma freguesia portuguesa do município de Fafe, com 20,37 km² de área e 659 habitantes (censo de 2021). A sua densidade populacional é 32,4 hab./km².

## História
Foi constituída em 2013, no âmbito de uma reforma administrativa nacional, pela agregação das antigas freguesias de Monte e Queimadela e tem a sede na Avenida de São Pedro, 5, em Queimadela.

## Demografia
A população registada nos censos foi:
| Distribuição da População por Grupos Etários | Distribuição da População por Grupos Etários | Distribuição da População por Grupos Etários | Distribuição da População por Grupos Etários | Distribuição da População por Grupos Etários | Distribuição da População por Grupos Etários |
| -------------------------------------------- | -------------------------------------------- | -------------------------------------------- | -------------------------------------------- | -------------------------------------------- | -------------------------------------------- |
| Antes da agregação                           |                                              |                                              |                                              |                                              |                                              |
| Ano                                          | 0-14 anos                                    | 15-24 anos                                   | 25-64 anos                                   | >= 65 anos                                   | Total                                        |
| 2001                                         | 140                                          | 145                                          | 432                                          | 292                                          | 1009                                         |
| 2011                                         | 93                                           | 73                                           | 363                                          | 269                                          | 798                                          |
| Após a agregação                             |                                              |                                              |                                              |                                              |                                              |
| Ano                                          | 0-14 anos                                    | 15-24 anos                                   | 25-64 anos                                   | >= 65 anos                                   | Total                                        |
| 2021                                         | 55                                           | 57                                           | 295                                          | 252                                          | 659                                          |

## Equipamentos
Na sua área situa-se a Barragem de Queimadela, no rio Vizela.